# 3 Stolen Cameras
3 camerat masroka, conegut pel títol internacional 3 Stolen Cameras és una pel·lícula documental saharaui, produïda per RåFILM i Équipe Média. És una coproducció sueca i espanyola realitzada en llengua àrab. Va ser estrenada el 2017 al festival DOK Leipzig, rebent el premi a millor documental curt. Originàriament estava previst que s'estrenara al Líban, però no va poder ser per pressions del govern marroquí.
El documental conta la història dels activistes d'Équipe Média i la seua lluita per documentar la situació viscuda al Sàhara Occidental i la seua relació amb el govern del Marroc. El títol fa referència als esforços dels activistes per protegir el seu material de gravació.